# Hébergement mutualisé
L'hébergement mutualisé est un mode d'hébergement Internet destiné principalement aux sites web, dans un environnement technique dont la caractéristique principale est d'être partagé par plusieurs utilisateurs. Cette architecture est adaptée pour des sites d'importance et d'audience faibles ou moyennes, ne sollicitant que ponctuellement les ressources du ou des serveurs informatiques assurant l'hébergement (processeur, mémoire vive, espace disque, débit). L'administration de ces derniers est assurée par un intervenant tiers (et non par le titulaire de l'hébergement).
Un serveur privé, ou serveur virtuel, est une forme d'hébergement mutualisé qui se distingue au niveau logique, car, si le serveur virtuel n'est qu'une sous-partie d'un serveur informatique physique, d'un point de vue logique et fonctionnel il se comporte presque de la même façon qu’un serveur dédié, hormis quelques spécificités concernant le noyau ou le système de fichiers. Le choix entre mutualisation et serveur dédié n'est pas exclusif pour un décideur informatique.

## Principes d'architecture
Il s'agit la plupart du temps de serveurs informatique de puissance importante, notamment en termes de mémoire et d'espace disque, dont les ressources sont attribuées de façon fixe ou dynamique à un ensemble d'utilisateurs. Généralement, ceux-ci peuvent s'y connecter via des outils d'administration propriétaires, open-source ou commerciaux, car tout accès direct pourrait compromettre l'intégrité du serveur ou rendre indisponibles ses ressources.
Chaque utilisateur (ou client) se voit attribuer un compte sur une machine donnée. Il est possible, dans certaines architectures, que les ressources soient réparties sur plusieurs machines physiques : 
- Soit plusieurs machines sont regroupées en cluster pour ne paraître de l'extérieur que comme une machine unique ;
- Soit une partie des ressources est répartie physiquement sur des dispositifs ou périphériques particuliers, ce qui est souvent le cas pour des hébergements proposant d'importants espaces disque, utilisant des technologies comme le SAN (Storage Area Network), accessibles grâce à l'iSCSI ou au NFS.

Les principales ressources du serveur caractérisant un hébergement mutualisé sont, selon les cas :
- mémoire vive maximum allouée ;
- puissance du processeur (ou CPU), en pourcentage ou en unités ;
- espace disque ;
- trafic web autorisé (débit binaire cumulé sur une période donnée, en général le mois) ;
- bande passante maximum (débit instantané) ;
- adresse IP (en général partagée) ;
- système d'exploitation (Linux le plus souvent, mais également Windows).

### Avantages
- Le coût étant directement proportionnel aux ressources allouées, ce dernier est généralement inférieur à celui d'un hébergement dédié ; certains hébergeurs proposent même des solutions gratuites. En revanche, dès lors qu'il s'agit de serveurs privés ou virtuels, le coût dépend de paramètres additionnels tels que :
  - Le niveau de ressources garanti alloué à chaque client sur l'infrastructure mutualisée,
  - Le type d'outils et de couches logiques mis en œuvre pour la fragmentation de l'infrastructure en systèmes dédiés étanches les uns des autres.
- La fiabilité de la solution disposant de ressources totalement administrées et sous la responsabilité juridique du fournisseur.
- La disponibilité technique[2] (grâce à l'administration du serveur par l'hébergeur).

### Inconvénients
- Par définition de la solution, les ressources sont limitées.
- L'installation de certains composants ou logiciels est impossible (car l'utilisateur n'a pas les droits d'administration).
- L'utilisation de SSL est difficile, car elle exige une adresse IP dédiée à un nom de domaine.
- Une même adresse IP est partagée par des centaines ou milliers de sites web. Il suffit que l'un de ces sites web transgresse les règles (par exemple, par l'envoi de courriels ou "spams") pour que cette adresse IP soit mise sur liste noire – tous les autres sites hébergés à la même adresse en subissant les conséquences. Les listes noires sont établies par des organisations indépendantes telles que spamhaus.org, et utilisées par de nombreux logiciels anti-spam. Ces logiciels peuvent se baser sur les adresses IP des sites web (plutôt qu'uniquement celles des ordinateurs ou serveurs qui envoient les pourriels). Une adresse IP reste sur liste noire tant que l'hébergeur n'est pas intervenu, ce qui prend parfois plusieurs mois en cas de mauvaise volonté ou de service client débordé de demandes.

## Acteurs principaux
Il est impossible de citer tous les hébergeurs de ce type tant ils sont nombreux. Ainsi, tout classement ou étude de marché ne peut être que partiel. Pour des raisons historiques, la plupart des hébergeurs se trouvent aux États-Unis, mais d'autres pays sont également des acteurs de premier plan du point de vue du nombre d'offres : l'Inde, le Canada, le Royaume-Uni, l'Allemagne et la France.

## Modèle économique
À la différence des autres types d'hébergement, qui sont toujours payants, certains hébergeurs mutualisés proposent un service gratuit : le free hosting. Les utilisateurs doivent cependant renoncer à certaines fonctions pour bénéficier de l'hébergement gratuit. Les plans d'hébergement contiennent toujours un nom de domaine, mais ceux gratuits proposent par exemple qu'un seul sous-domaine. Les contreparties peuvent être également l'imposition d'encarts publicitaires, la communication de données personnelles ou de navigation à des entreprises commerciales, ainsi que l'utilisation de plateformes spécifiques (comme un blog).